# Danilo Forte
Francisco Danilo Bastos Forte (Fortaleza, 1 de setembro de 1958) é um advogado e político brasileiro filiado ao União Brasil (UNIÃO). Foi presidente da Funasa de 2007 a março de 2010. Atualmente, está em seu quarto mandato como deputado federal pelo Ceará.

## Biografia

### Primeiros anos e formação acadêmica
Danilo Forte iniciou o curso de engenharia mecânica na Universidade Federal do Ceará (UFC), porém não concluiu. Graduou-se em Direito pela Universidade de Fortaleza (Unifor).
Durante os tempos de universitário, engajou-se no movimento estudantil, tendo ocupado o posto de secretário-geral do Diretório Central dos Estudantes (DCE) da UFC, além de participar da reconstrução da União Nacional dos Estudantes (UNE), da qual foi diretor. Militou ativamente no Movimento pelas Diretas Já.

### Carreira política
Em 2003, foi convidado pelo então deputado federal Aldo Rebelo, amigo de militância no movimento estudantil, para compor a assessoria da Liderança do Governo na Câmara Federal, coordenando a área de execução orçamentária. Também com o ministro Aldo Rebelo, trabalhou na Secretaria de Coordenação Política e Relações Institucionais do governo Lula.
A experiência o levou à Diretoria Executiva da Fundação Nacional de Saúde (FUNASA) e posteriormente à presidência, onde ficou de maio de 2007 a março de 2010, desenvolvendo importantes ações de saneamento, abastecimento de água, construção de aterros sanitários e casas de alvenaria para o controle da Doença de Chagas, em benefício dos municípios com até 50 mil habitantes, em que se concentra a população mais carente do Brasil.
Durante sua gestão à frente do órgão, a Funasa implantou medidas em favor das comunidades Ianomami em Roraima, na fronteira com a Venezuela, contra a oncocercose. No primeiro semestre de 2008, 86% dos 11 mil indígenas receberam tratamento contra a doença. A entidade federal também reduziu em 35% a contaminação por malária e garantiu abastecimento do águia para 23 aldeias. As ações chegaram a atrair a atenção do ex-presidente dos Estados Unidos e ganhador do Prêmio Nobel da Paz Jimmy Carter. 
Em março de 2010, Danilo Forte deixou a Presidência da Funasa para disputar, pela primeira vez, uma vaga como deputado federal pelo Partido do Movimento Democrático Brasileiro (PMDB), elegendo-se com 100.009 votos. No primeiro mandato, a bandeira levantada por Danilo foi a de fomentar o desenvolvimento do Ceará a partir do fortalecimento da industrialização.
Logo em seu primeiro mandato, integrou diversas frentes parlamentares e importantes comissões técnicas do Congresso Nacional, como a de Constituição de Justiça e Cidadania (CCJ), e a Comissão Mista de Planos Orçamentos Públicos e Fiscalização (CMO).
Vice-líder do PMDB na Câmara dos Deputados foi escolhido relator da Proposta de Emenda à Constituição (PEC) que aumenta a parcela municipal na distribuição dos recursos arrecadados com tributos federais e estaduais, de autoria da então senadora Ana Amélia. A proposta, promulgada pelo Congresso Nacional em dezembro de 2014 , elevou em 1 ponto percentual o repasse ao Fundo de Participação dos Municípios, o que representa R$3,8 bilhões. "Ou  bem dotamos  os  Municípios  dos  recursos  que  são  próprios  e  cuja utilização  não  precise  depender  do  cenário  político  em  que  foram arrecadados,  ou  teremos  de  rever  inteiramente  o  modo  como  a Federação  brasileira  funciona", escreveu Forte em seu relatório ao texto.
No primeiro mandato todos os projetos que relatou foram aprovados, dentre eles: A Lei de Diretrizes Orçamentárias (LDO 2014); Criação da Empresa Brasileira de Serviços Hospitalares (EBSERH]); Projeto que garante Aposentadoria aos Emboladores, Repentistas, Cordelistas e Poetas Populares; Criação do Serviço Civil Obrigatório (Profissionais de Saúde Formados em Universidades Públicas são obrigados a trabalhar por 2 anos no interior ou na periferia das grandes cidades) e da MP 564 (Plano Brasil Maior)que visa ampliar a competitividade da indústria brasileira.
A Medida Provisória 564 ampliou Plano Brasil Maior, criando incentivos tributários e de crédito para o setor produtivo. Com a MP ficou autorizado o aporte de até 45 bilhões de reais pelo Tesouro ao Banco Nacional de Desenvolvimento Econômico e Social (BNDES) para aumentar sua capacidade de crédito, além de permitir uma capitalização de até 4 bilhões de reais ao Banco do Nordeste (BNB) e de 1 bilhão de reais ao Banco da Amazônia (Basa).
Foi autor do projeto de lei, aprovado na Câmara dos Deputados que incluiu, no Calendário Turístico Nacional, a Caminhada com Maria, realizada no dia 15 de agosto, do Santuário de Nossa Senhora da Assunção, na Barra do Ceará, até a Catedral Metropolitana de Fortaleza.
Em 2014, foi reeleito deputado federal pelo PMDB com 180.157 votos, representando 4,13%. Em setembro de 2015 se filiou ao PSB.
No início do segundo mandato, trabalhou pela aprovação da Proposta de Emenda Constitucional do Orçamento Impositivo, que estabelece a execução obrigatória das emendas parlamentares ao orçamento até o limite de 1,2% da receita corrente líquida (RCL) realizada no ano anterior. Segundo a PEC, metade do valor dessas emendas deverá ser aplicada em saúde, inclusive no custeio do Sistema Único de Saúde (SUS).
Integrou a Comissão Especial da Câmara para discutir a PEC 344/2013, que tratou da Reforma Política e foi eleito presidente da Comissão Especial da Câmara, criada para discutir a reformulação do Pacto Federativo. Objetivo do colegiado foi apresentar Propostas de Emenda à Constituição e Projetos de Lei que promovam a redistribuição tributária brasileira, fortalecendo Estados e municípios – atualmente cerca de 60% dos recursos arrecadados concentram-se na União, enquanto os estados ficam com 23% e os municípios, com apenas 17%.
Conseguiu a aprovação na Câmara do texto substitutivo ao Projeto de Lei 6920/10, que dobrou a pena de reclusão para crimes de estelionato contra idosos.
Votou a favor do Processo de impeachment de Dilma Rousseff. Posteriormente, apoiou a PEC do Teto dos Gastos Públicos. Em abril de 2017 votou a favor da Reforma Trabalhista. 
Deixou em outubro de 2017 o Partido Socialista Brasileiro, por discordar da posição contrária que o partido passou a adotar frente ao Governo Temer. Foi acompanhado pelos deputados Fabio Garcia (MT), Adilton Sachetti (MT) e Tereza Cristina (MS), além do ministro Fernando Coelho Filho. 
Nas eleições de 2018, foi candidato a deputado federal pelo PSDB, mas não conseguiu ser reeleito e ficou como primeiro suplente. Foi assessor especial do Ministério da Agricultura, Pecuária e Abastecimento de maio de 2019 a março de 2020, sendo responsável pelo programa AgroNordeste, voltado para o desenvolvimento da agricultura na Região. 
Em dezembro de 2020, assumiu a cadeira deixada por Roberto Pessoa, eleito prefeito de Maracanaú. Desde antes de seu retorno à Câmara dos Deputados, atuou pena instalação de um campus da UFC em Itapajé, na região do Vale do Curu. O campus, batizado de "Jardins de Anita", foi em agosto de 2021. 
Atualmente, Forte é membro da Comissão de Minas e Energia da Câmara dos Deputados e coordenador da Frente Parlamentar em Defesa das Energias Renováveis.  

## Controvérsias

### Impunidade a políticos acusados de assassinato
Em 10 de abril de 2024, Danilo Forte (UNIÃO-CE) foi um dos deputados que votou na Comissão de Constituição e Justiça da Câmara dos Deputados em favor da soltura do deputado Chiquinho Brazão que é acusado pela Polícia Federal de ser mandante do assassinato da ex-vereadora carioca Marielle Franco e, também, de possuir vínculos com organizações criminosas milicianas do Rio de Janeiro. Esta decisão de ser contrária à prisão de um deputado federal acusado de assassinato e que foi considerado como perigoso para a Justiça Brasileira foi tomada por todos os membros do partido União Brasil.

## Desempenho eleitoral
| Ano  | Eleição            | Cargo            | Partido | Votos   | Resultado  | Ref. |
| ---- | ------------------ | ---------------- | ------- | ------- | ---------- | ---- |
| 2010 | Estaduais no Ceará | Deputado Federal | PMDB    | 100.009 | Eleito     |      |
| 2014 | Estaduais no Ceará | Deputado Federal | PMDB    | 180.157 | Eleito     |      |
| 2018 | Estaduais no Ceará | Deputado Federal | PSDB    |         | Não Eleito |      |
| 2022 | Estaduais no Ceará | Deputado Federal | UNIÃO   |         | Eleito     |      |